# Memorial del genocidi de Murambi
El Memorial del genocidi de Murambi és un espai commemoratiu situat a l'antiga Escola Tècnica de Murambi, al sud de Ruanda. El memorial, on es mostren esquelets i mòmies, fou creat el 21 d'abril del 1995 i està situat a sobre de 50.000 tombes. És un dels sis centres commemoratius de Ruanda situats als pitjors escenaris de la massacre que rep el nom de genocidi de Ruanda. Els altres són el Memorial del genocidi de Nyamata, el Memorial del genocidi de Ntarama, el Centre memorial de Kigali i els de Bisesero, i Nyarubuye.

## Història
El Genocidi de Ruanda va ser el 1994. En l'inici dels assassinats els tutsis es van desplaçar a una església local. Tanmateix, el bisbe i l'alcalde els van fer a anar a l'escola tècnica, assegurant-los que les tropes franceses els protegirien allà. El 16 d'abril de 1994, uns 65.000 tutsis va córrer a l'escola. Les víctimes van ser tancades a l'edifici, sense aigua ni menjar, de manera que eren massa dèbils per resistir. Després de defensar-se amb pedres durant uns dies, es van entregar el 21 d'abril. Els soldats francesos van desaparèixer i l'escola va ser atacada pels Hutus. Uns 45.000 tutsis va ser assassinats a l'escola, i gairebé tots els que es van escapar van ser assassinats l'endemà quan es van intentar amagar en una església propera. Segons s'explica al museu, es van intentar enterrar i amagar els cadàvers, però es van trobar milers de cossos. Sobre el terreny on s'havien enterrat els cadàvers s'hi va intentar fer un camp de voleibol per no aixecar sospites. Entre els cossos que es mostren actualment hi ha molts infants. Només 34 persones van sobreviure a la massacre de Murambi.